# حارة البركة (صنعاء)
البركة هي إحدى حارات حي سدس الروض (صنعاء) بمدينة الروضة شمال العاصمة اليمنية "صنعاء"، بلغ تعداد سكانها 1833 نسمة حسب تعداد اليمن لعام 2004.